# 나카하라 다카유키
나카하라 다카유키(일본어: 中原 貴之, 1984년 11월 18일 ~ )는 일본의 전 축구 선수이다.

## 구단 경력
그는 2003년부터 2017년까지 J리그의 베갈타 센다이, 알비렉스 니가타, 아비스파 후쿠오카에서 활동하였다.